# Rarog

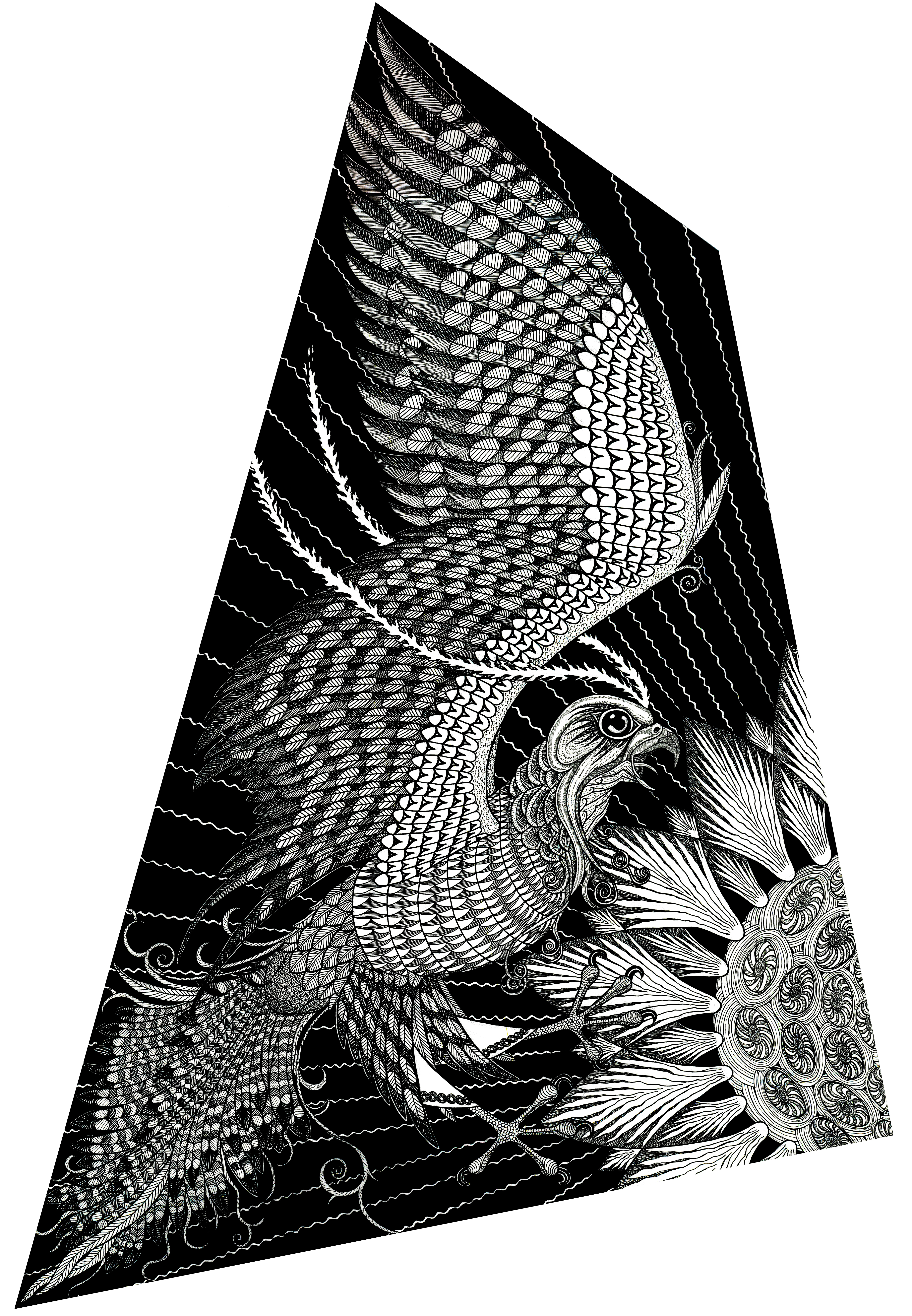
Rarog na ilustraci polského rodnověrce Marka Hapona, 2012

Rarach je skřítek či démon, který se může objevovat v rozličných podobách jako je větrný vír, kocour, kohout, pták se zlatým peřím, drak, plivník nebo meteor. Podle archeologa Zdeňka Váni se zjevuje i v podobě raroha a líhne se z vejce vysezeného na peci během devíti dní a nocí, podobně jako plivník. České slovo raroch je obměnou slova raroh označujícího druh dravého ptáka. Dříve se také někdy používala podoba raroch, nářečně pak prašivec, zdrobnělinou je rarášek, nářečně pak radášek (jižní Čechy, Podluží) a jarášek (Slezsko). V polštině (raróg) a ukrajinštině (рарог rarog) může být výraz pro ptáka užit i pro démona, ve slovenštině (rároh) také knížete zlých duchů. Slovo rarašek se užívalo či užívá také ve slovinštině. Lingvista Václav Machek spojil slovo rarach/raroh s avestánským Verethragna, jménem zarathuštrického boha války a zároveň označením pro dravého ptáka, do kterého se toto božstvo může proměnit. Slavista Josef Miloslav Kořínek uvádí, že slovo rarach, v podobě rarášek, je doloženo nejdříve v díle Jana Amose Komenského a domnívá se, že do dalších slovanských jazyků bylo přejato z češtiny.